# イワモトケンチ
イワモト ケンチ（Kenchi Iwamoto、1961年 - ）は日本の映像作家、映画監督、漫画家およびイラストレーター。愛知県春日井市出身。

## 経歴
1982年、横浜放送映画専門学院（現、日本映画学校）シナリオ・ゼミ卒業。
1985年から1989年にかけては漫画家及びイラストレーターとしての活動。「平凡パンチ」や「ヤングマガジン海賊版」などに漫画作品を掲載。連載漫画として『サイボーグ花ちゃん』などがある。作品は『精神安定剤』、『ライフ』にまとめられた。
1990年、漫画家としての活動を終了し、映画監督に転身。初監督作品『菊池』が完成。1991年、『菊池』はドイツのベルリン国際映画祭・フォーラム部門に正式出品され、「ヴォルフガング・シュタウテ賞」（最優秀新人賞）を受賞。その後、日本で単館公開され、ロンドンやパリ、ニューヨーク、シカゴでも公開された。
1991年3月29日、個人事務所である有限会社イワモケを東京都にて創業。映画監督、映像作家としての活動を本格化。
1993年、監督第2作目の『行楽猿』が完成。スイスのロカルノ国際映画祭・コンペティション部門にてオープニング作品として上映された。
1997年、『じょうじなまはげ』を制作。1998年5月、カリフォルニア・サン・インターナショナルアニメーションフェスティバル（California SUN International Animation Festival）にて「ゴールデン・サン」アワード（ベスト・オブ・ザ・フェスティバル）を受賞。1999年1月、The NewYork Festivalsのクラフトアニメーション部門にて「ファイナリスト」アワード（ベスト4）受賞。

## 単行本作品
- 精神安定剤（1989年1月15日初版発行、株式会社けいせい出版、ISBN 978-4874443927）
- ライフ（1991年1月24日初版発行、株式会社マガジンハウス、ISBN 978-4-8387-0203-9）

共著
- THE DICTIONARY OF PEOPLE 001（クラブキング）

## 監督作品
- 菊池（監督・脚本）
  - 1990年製作
  - ベルリン国際映画祭・フォーラム部門正式出品作品。「ヴォルフガング・シュタウテ賞」（新人賞）受賞。
- 行楽猿（監督・脚本）
  - 1993年制作
  - ロカルノ国際映画祭・コンペティション部門オープニグ作品。
- テレビ漫画 CONFIG.SYS（総合演出）
  - 1994年、株式会社フジテレビジョン（フジテレビ）にて放送。
- サイボーグ花ちゃん（原作・キャラクターデザイン・監督・脚本）
  - 1994年11月28日～12月22日、NHK衛星第1テレビジョン（NHK BS1）にて放送。
  - 1980年代に連載していた自身の漫画が原作。
  - 日本初のフル3DCGアニメーション作品。
  - 1995年3月15日、株式会社翔泳社よりMacintosh用CD-ROM『サイボーグ花ちゃん』発売、ISBN 4-88135-202-4 C3055。
- ラブラブ・トンマ計画（監督・脚本）
  - 1995年、株式会社テレビ新広島（TSS）にて、月9の後の5分の枠で全12話放送。
- 日立爆裂アワー・棒つき人形劇・冒険＠アナログ島（監督・脚本）
  - 1996年3月18日及び3月19日、フジテレビにて1話60分、二夜連続放送。
- ドラマ1996 TOKYO23区の女.#13 北区の女（監督・脚本）
  - 1996年6月28日、フジテレビにて放送。
- 金曜エンタテイメント 恐い女シリーズ(3) 親切な女（監督・脚本）
  - 1996年8月16日、フジテレビにて放送。
- じょうじなまはげ（監督・脚本）
  - 1997年に制作されたクレイ・アニメーション作品。
  - 1998年12月23日、株式会社テレビ東京にて放映。
  - カリフォルニア・サン・インターナショナルアニメーションフェスティバル「ゴールデン・サン」アワード（グランプリ）受賞。
  - ザ・ニューヨーク・フェスティバル「ファイナル」アワード（ベスト4）受賞。
- 美少女H3 〜少女たちの異常体験〜 美人三姉妹心霊ツアー（監督・脚本）
  - 1999年6月7日 - 6月28日、フジテレビにて全4話放送。

## CM作品
- サンモール（株式会社サンモール）
  - 広島の商業ビル施設のローカルCM。
- プローバ（株式会社プローバ）
  - 広島のパチンコチェーン店のローカルCM。
- いらっしゃいマシーン（プロミス株式会社）
  - 1995年の作品。
- トレン太くん（東日本旅客鉄道株式会社（JR東日本））

等々